# District de Anjaw
Le district de Anjaw est un district de l'état de l'Arunachal Pradesh, en Inde.

## Géographie
Au recensement de 2011, sa population compte 21 089 habitants.
Son chef-lieu est la ville de Hawai. 